# Izatha apodoxa
Izatha apodoxa is een vlinder uit de familie van de sikkelmotten (Oecophoridae). De wetenschappelijke naam van de soort is voor het eerst geldig gepubliceerd in 1888 door Edward Meyrick.